# Afroscleropogon armatus
Afroscleropogon armatus là một loài ruồi trong họ Asilidae. Afroscleropogon armatus được Oldroyd miêu tả năm 1974. Loài này phân bố ở vùng nhiệt đới châu Phi.